# André Sicard
André Sicard (* 19. Februar 1915 in Niort; † 30. November 1973 in La Rochelle) war ein französischer Langstreckenläufer.
Über 10.000 m kam er bei den Olympischen Spielen 1936 in Berlin auf den 19. Platz. 1937 gewann er beim Cross der Nationen Silber, und 1938 wurde er bei den Leichtathletik-Europameisterschaften in Paris Achter über 10.000 m.
1937 (mit seiner persönlichen Bestzeit von 31:59,2 min) und 1938 wurde er Französischer Meister über 10.000 m.